# آلا گریشچنکووا
آلا گریشچنکووا (انگلیسی: Alla Grishchenkova؛ زادهٔ ۲۷ اوت ۱۹۶۱) شناگر اهل اتحاد جماهیر شوروی سوسیالیستی بود.